# Simi Bedford
Simi Bedford là nhà tiểu thuyết người Nigeria gốc Anh. 

## Tiểu sử
Bedford sinh ra ở Lagos, Nigeria, cha mẹ của bà là người nhập cư từ Sierra Leone. Tổ tiên của bà đến từ Nigeria và được cứu thoát khỏi một con tàu nô lệ. Bedford sống những năm đầu đời ở Lagos, trước khi bà chuyến đến học ở Anh. Bà học ở một trường nội trú từ năm sáu tuổi.
Bà học Luật tại Đại học Durham và sau đó làm việc trên các phương tiện truyền thông, bao gồm cả công việc thuyết trình trên radio và nghiên cứu truyền hình. Khi sống tại London, bà đã kết hôn và có người con. Bà đã li dị với người chồng nghệ sĩ của bà Martin Bedford, nhưng họ vẫn duy trì một mối quan hệ thân thiện, thậm chí còn sống chung với nhau trong một ngôi nhà ở Devon.
Tiểu thuyết đầu tiên của Bedford Yoruba Girl Dancing thuộc thể loại bán tự truyện, kể lại kinh nghiệm về nền giáo dục của cô gái Nigeria trải qua ở Anh. Một bài tóm tắt năm phần của Yoruba Girl Dancing (bởi Margaret Busby, được đọc bởi Adjoa Andoh và do David Hunter sản xuất) được phát sóng trên chương trình Book at Bedtime trên kênh BBC Radio 4 vào tháng 10 năm 1991.
Cuốn tiểu thuyết thứ hai của Bedford Not With Silver (2007), là tiểu thuyết lịch sử, tập trung vào bối cảnh ở Tây Phi giữa thế kỷ 18, chế độ nô lệ và mưu đồ của tòa án. Dựa trên lịch sử phả hệ của chính tác giả, Not With Silver là cuốn sách độc nhất về chế độ nô lệ trong việc mô tả cuộc sống của người dân ở Châu Phi trước khi họ bị bắt làm nô lệ. The Spectator rút ra kết luận: "Cuốn sách hoàn toàn trung thực này không có ghi chú giả dối hay tình cảm cá nhân, hoàn toàn không bị hoàn hảo hoá. Một chiến binh da đen đối mặt với nguy hiểm bất ngờ được dạy để tưởng tượng những điều tồi tệ nhất, ‘nhìn vào mắt con báo.’ Simi Bedford chỉ làm như thế. Một công việc của tình yêu dũng cảm và không thoải mái."

## Tác phẩm
- Yoruba Girl Dancing, London: William Heinemann Ltd, 1991, ISBN 978-0434055579; Mandarin, 1991, ISBN 978-0749310103.
- Not with Silver, London: Chatto & Windus, 2007, ISBN 978-1856192354; Vintage (paperback), 2008, ISBN 978-0099445173.